# Heretic (film)
Pour les articles homonymes, voir Heretic (homonymie).
Pour plus de détails, voir Fiche technique et Distribution.
Heretic est un film américain réalisé par Scott Beck et Bryan Woods (en) et sorti en 2024.

## Synopsis
Deux jeunes missionnaires de l'Église de Jésus-Christ des Saints des Derniers Jours, sœur Barnes, confiante, et sœur Paxton, timide, arrivent chez M. Reed, un homme d'âge mûr reclus. Il les invite à entrer et leur assure que sa femme prépare une tarte aux myrtilles à l'arrière de la maison. Ils commencent à discuter de religion, Reed faisant plusieurs remarques gênantes sur leur foi et la nature de la croyance. Lorsque Reed sort de la pièce, Barnes réalise que l'odeur de tarte aux myrtilles provient d'une bougie, que la porte d'entrée est verrouillée et qu'ils n'ont pas de réseau téléphonique. Elles suivent Reed dans son bureau, où il leur fait un sermon menaçant, arguant que toutes les religions sont des adaptations les unes des autres et prétendant avoir trouvé la seule vraie religion. On leur dit que la porte d'entrée est verrouillée et ne s'ouvre pas. Il leur propose deux portes pour sortir de la maison : une si elles croient encore en Dieu, et une autre si elles n'y croient plus. Barnes se rebelle, répudiant plusieurs de ses affirmations. Elles entrent par la porte « Croyance », mais découvrent que les deux portes mènent au même donjon.
Une femme décrépite apparaît, mange une tarte empoisonnée et meurt. Reed prétend qu'elle est une prophétesse de Dieu et que le duo assistera à sa résurrection. Un ancien de l'église arrive à la recherche des filles, mais repart sans entendre leurs cris. Paxton remarque que la position de la prophétesse a changé. Elle semble revenir d'entre les morts et décrire l'au-delà. Barnes rejette la description de la prophétesse, notant sa similitude avec les hallucinations courantes des expériences de mort imminente. Lorsque Barnes donne à Paxton le signal d'attaquer Reed, il lui tranche la gorge. Il affirme ensuite qu'elle ressuscitera également. Alors que Barnes se vide de son sang, Reed retire un objet métallique de son bras, affirmant qu'il s'agit d'une micropuce prouvant que Barnes n'était pas réel et que le monde est une simulation. Paxton reconnaît l'objet comme un implant contraceptif. Paxton réalise que tout a été orchestré par Reed ; Tandis que les filles étaient distraites par l'arrivée de l'aînée, une seconde femme cacha le corps du prophète, prit sa place et prononça la description de l'au-delà telle que l'avait écrite Reed, ajoutant un commentaire inattendu : « Ce n'est pas réel. » Le meurtre de Barnes par Reed et sa tentative de convaincre Paxton de l'existence d'une réalité simulée étaient une improvisation pour masquer l'échec du plan. Paxton découvre un toboggan souterrain dans lequel était caché le corps du prophète et descend, Reed promettant que cela lui montrera la « seule vraie religion ».
Paxton traverse une série de pièces, la dernière étant verrouillée avec le cadenas de vélo qu'elle utilisait avant d'entrer chez Reed. La dernière est remplie de femmes émaciées en cage. Elle comprend la conclusion de Reed : le désir de contrôler les autres est à l'origine de toutes les religions. Paxton poignarde Reed avec un coupe-papier, mais Reed la poignarde alors qu'elle tente de s'échapper. Alors qu'ils saignent au sous-sol, Paxton prie, expliquant à Reed que c'est fait pour penser aux autres plutôt que pour obtenir des résultats matériels. Reed se prépare à l'achever. Barnes, encore en vie, le tue avec une planche de bois avant de mourir. Paxton sort par une fenêtre et un papillon se pose sur sa main ; elle avait auparavant exprimé le désir de se réincarner en un papillon qui apparaît sur les mains de ses proches. Il disparaît, laissant Paxton seule dans le paysage enneigé.

## Fiche technique
Sauf indication contraire, les informations mentionnées dans cette section peuvent être confirmées par la base de données cinématographiques IMDb,  présente dans la section « Liens externes ».
- Titre original : Heretic
- Réalisation et scénario : Scott Beck et Bryan Woods
- Musique : Chris Bacon
- Montage : Justin Li
- Costumes : Betsy Heimann
- Photographie : Chung Chung-hoon
- Production : Scott Beck, Julia Glausi, Stacey Sher, Jeanette Volturno et Bryan Woods

Coproduction : Liliane Bedford et Kai Raka
- Sociétés de production : A24, Beck/Woods, Catchlight Studios et Shiny Penny
- Sociétés de distribution : A24 (États-Unis), Le Pacte (France)
- Pays de production :  États-Unis
- Langue originale : anglais
- Format : couleur
- Genre : horreur, thriller
- Durée : 110 minutes
- Dates de sortie : 
  - États-Unis : 8 novembre 2024
  - France : 27 novembre 2024[1]
- Classification[2] :
  - États-Unis : R (Restricted)
  - Royaume-Uni : Interdit aux moins de 15 ans
  - France : Interdit aux moins de 12 ans

## Distribution
- Hugh Grant (VF : Pierre-François Pistorio ; VQ : Daniel Picard) : M. Reed
- Chloe East (VF : Myrddrina Antoni ; VQ : Elisabeth Gauthier Pelletier) : Sœur Paxton
- Sophie Thatcher (VF : Camille Timmerman ; VQ : Célia Gouin-Arsenault) : Sœur Barnes
- Topher Grace (VF : François Delaive) : M. Kennedy
- Elle Young : la prophète

Source et légende : Version française (VF) sur RS Doublage
Adaptation : Vanessa Azoulay & Géraldine le Pelletier
Sous-titres : Géraldine le Pelletier
Source et légende : version québécoise (VQ) sur Doublage.qc.ca

## Production
En juin 2023, il est annoncé que Scott Beck et Bryan Woods vont écrire et réaliser un film intitulé Heretic développé par A24. Hugh Grant et Chloe East sont ensuite annoncés dans les rôles principaux.
La production obtient un accord pour tourner malgré la grève SAG-AFTRA 2023. Le tournage se déroule en octobre et novembre 2023. Il se déroule en Colombie-Britannique, notamment à Vancouver et Squamish.

## Sortie
Heretic sort aux États-Unis le 15 novembre 2024, et le 27 novembre en France.

### Accueil critique
En France, le site Allociné donne une moyenne de 3,1⁄5, d'après l'interprétation de 25 critiques de presse.

## Distinctions

### Nomination
- Golden Globes 2025 : Meilleur acteur dans un film musical ou une comédie pour Hugh Grant